# Primus Motor (förening)
Primus Motor (Örnsköldsviks industrihistoriker) är en ideell förening i Örnsköldsvik, som bildades 1995 för alla med intresse av lokal- och teknikhistoria.

## Fordonsinnehav och verksamhet
Föreningen äger två historiska bussar. En Volvo LV61 med Hägglundskaross från 1930 reg Nr: BD702. Den är totalrenoverad av Primus Motor 1996-2004. 
En Volvo L420 handikappbuss tillverkad av Hägglund & Söner AB 1964, beställd av Lions döpt till Solbussen reg Nr: Y237 renoverad 2005-2022. Det är en av Sveriges första bussar med bakgavellift. Bussarna visas upp på diverse lokala evenemang.
I samlingarna ingår i huvudsak Hägglundstillverkade produkter som svetsar, elmotorer, en gengaskärra, ett bussläp samt ett antal modeller. En del av samlingarna finns utställda tillsammans med Mo & Domsjö AB:s industrihistoria på Rättargården i Moliden Örnsköldsvik sommartid. 
Verksamheten bedrivs bland annat genom två studiecirklar, en med fordon och föremålsrenovering, den andra gruppen studerar Örnsköldsviks lokalhistoria genom foton och dokument. Dessutom genomförs studiebesök på ortens företag. 
Föreningens medlemstidning Drivkraften kommer ut med två nummer per år.
Föreningen ägde under en period det sista exemplaret av tunnelbanevagnen C5, även kallad Spökpilen. Den kom till Örnsköldsvik i juli 1996 och var under ett decennium ett landmärke i Örnsköldsviks hamn. Hösten 2006 begärde kommunen att Spökpilen skulle flyttas från hamnen, vilket ledde till att Primus Motor skänkte vagnen till museet Mannaminne. Vagnen flyttades bort från Örnsköldsviks hamn i februari 2007.